# Antonio Castillo Lastrucci

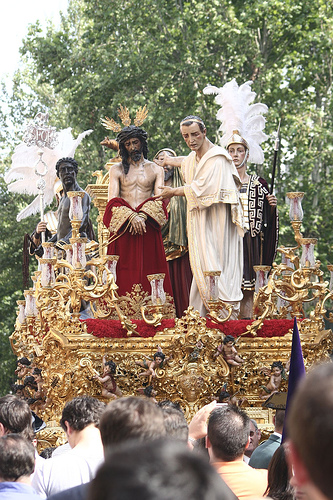
Koninklijke Broederschap van Sint-Benedictus, Sevilla

Antonio Castillo Lastrucci (Sevilla, 27 februari 1882 - 29 november 1967) is een Sevillaans beeldhouwer, gekend om zijn houten passie-scènes.

## Stijl
Lastrucci behoort tot de Sevillaanse school, en is een van de grootste namen. Hij leerde het vak bij zijn leermeester Antonio Susillo. Hij is trouw aan de sevillaanse canon die strenge eisen stelt aan de houding en expressie van de religieuze beeldhouwwerken. Hij sneed ongeveer een 450 beelden tijdens zijn leven.
Verschillende broederschappen, kerken en kloosters lieten belangrijke bestellingen bij hem uitvoeren. In zijn atelier werkten verschillende leerlingen, die nog steeds werken volgens zijn wijze.
Lastrucci kreeg een straat naar hem vernoemd in Sevilla, tijdens zijn leven is hij verschillende keren vereremerkt waaronder met de Orde van Alfonso X el Sabio.
- Biblioteca Nacional de España: XX1522712
- Gemeinsame Normdatei: 1013560671
- International Standard Name Identifier: 0000 0001 2282 6645
- Library of Congress Control Number: no2010080839
- Système universitaire de documentation: 155496360
- Virtual International Authority File: 87247776
- WorldCat: E39PBJtX3HPqrmB6m78jQvgh73